# Astrid Belliot
Astrid Belliot (Paramaribo, 29 juli 1967) is een Surinaams zangeres, actrice en muziekdocente. In 1994 zong ze het winnende lied Lobi singi tijdens de achtste editie van SuriPop. Hierna werkte ze in Zimbabwe, waar ze in 1999 werd onderscheiden met de Best performance award. Daarna zong ze in Oeganda in een musical en doceerde ze muziek aan een internationale school. In 2015 speelde ze een rol in de Surinaamse film Lobi singi; een makeover van haar lied uit 1994 werd de titelsong.

## Biografie
Tijdens haar kinderjaren werd er thuis veel gezongen; voor muziekinstrumenten was het huishoudgeld te krap. Haar vader en moeder waren beide goede zangers en ze kreeg veel muziekles. Muziek bleef een belangrijke rol in haar leven spelen. Rond haar 48e beschreef ze muziek nog als "het leven" en als iets dat elke dag in haar leeft. Ze waardeert de vele elementen in muziek, zoals geduld, accuratesse en emotie.
In 1994 werd ze benaderd door een nicht van Martha Tjoe Ny, waardoor voor haar de deur naar SuriPop werd geopend. Op het festival vertolkte ze het lied Lobi singi dat door Tjoe Ny was geschreven. Het werd dat jaar uitgeroepen tot het winnende lied. Het verscheen daarna op albums als Suripop VIII (1994) en Best of Suripop (2012).
Ze trad op met New Astaria en zong de titelsong van hun album End of this world (1996). Verder is ze als gastartiest te horen in het nummer Broki ati op de cd van The Salsa on Sunday Band, onder leiding van Powl Ameerali.
Eind jaren negentig vertrok ze naar het buitenland waar ze verdieping zocht voor haar muziekcarrière. Ze zong toen vaak tijdens huisconcerten. In Zimbabwe maakte ze deel uit van de All Black Cast in de show Motown magic. De opvoering was voor een overwegend blank publiek in theater REPS. Het was een groot succes en de show werd twee maal verlengd. Voor haar aandeel ontving ze in 1999 de Best performance award.
In 2006 had ze in Oeganda de rol van Golde in Fiddler on the roof. Dit musicaldrama gaat over de pogroms tijdens de Russische Burgeroorlog en werd geproduceerd door de Kampala Amateur Drama Society (KADS). Ook gaf ze muziekles aan de International School of Uganda.
Rond 2015 studeerde ze aan een Belgische hogeschool in muziek- en kunstvakken. Een jaar eerder begon Suleigha Winkel aan haar project A new take on Suripop 1994. Als resultaat regisseerde Winkel in 2015 de film Lobi singi, met als titelsong de makeover van Lobi singi uit 1994. Belliot speelt in deze film mee in de rol van zangeres.